# Paltsgraaf
Paltsgraaf (Latijn: comes palatinus; Duits: Pfalzgraf) is een historische functie die oorspronkelijk voornamelijk het bestuur en beheer van landgoederen betrof waar een koninklijk buitenverblijf gevestigd was, later ook de militaire verdediging ervan. In de loop der eeuwen verdwenen de taken en bevoegdheden en werd paltsgraaf een vorstelijke titel. Het gebied en de bebouwing waar de koning verbleef werd palts genoemd, het grondgebied waarover een paltsgraaf het bestuur voerde paltsgraafschap of palatinaat. De vroegst bekende paltsen waren die van de Duitse koningsdynastieën van de Liudolfingen (936-1002), de Konradijnen (1002-1024) en de Salische Franken (1024-1125).
Een paltsgraaf werd niet noodzakelijk voor het leven benoemd en de functie was niet erfrechtelijk overdraagbaar. In de praktijk van het palatinaat in het historische hertogdom Lotharingen is wel te zien, dat de functie vanaf de 10e eeuw binnen twee dynastieke lijnen blijft.

## Karolingische Rijk
In het Karolingische rijk (8e-10e eeuw) was een paltsgraaf een functionaris die een van de vele koninklijke residenties, paltsen genoemd, van de veelal rondreizende of oorlogvoerende koning beheerde. De paltsgraaf had er administratieve en rechterlijke bevoegdheden, in naam van de koning, daarnaast voerden ze het beheer over de vaak uitgestrekte wouden. Dikwijls waren de paltsgraven ook belast met de militaire verdediging van het grondgebied, waren ze verantwoordelijk voor het instandhouden van een koninklijk leger ter plaatse en de bevelvoering. Uit vroege tijden is dit bekend voor Aken, Herstal, Duisburg, Nijmegen en Kaiserswerth.
De paltsgraven werden voor hun verdiensten beloond met de zeggenschap over andere grondgebieden. Zo verwierven de paltsgraven die gebieden beheerden binnen het hertigdom Lotharingen, grote territoriale betekenis in het gebied tussen de rivieren Maas, Roer, Rijn en Moezel.

## Heilig Roomse Rijk
In het Heilige Roomse Rijk werden in de 10e-11e eeuw als tegenwicht voor de sterk geworden heersers in de grote territoriale hertogdommen Beieren, Frankenland, Lotharingen, Saksen en Zwaben, binnen deze grondgebieden territoriale paltsgraafschappen ingericht. De paltsgraaf vertegenwoordigde de keizer daar als een soort onderkoning. Vanaf de 11e eeuw spelen de paltsgraven ook een rol bij het met geweld of diplomatie onderdrukken van plaatselijke opstanden en het beslechten van grensconflicten. Ook functioneerde de paltsgraaf wel als tijdelijke bewindvoerder over een graafschap of hertogdom dat zonder bestuurder was komen te zitten. De paltsgraaf kon zo uitgroeien tot de derde steunpijler van de keizerlijke politiek, naast hertog en bisschop.

### Lotharingen
De paltsgraven in het hertogdom Lotharingen werden vanaf de 10e eeuw ambtslenen met territoriale bevoegdheden toegewezen, er bestond een familiale verankering in het geslacht van de Ezzonen. In 1085, na de dood van paltsgraaf Herman II van Lotharingen, verloor het paltsgraafschap in deze streek veel van zijn macht en invloed. Deze graven konden hun positie wel handhaven in het Midden-Rijngebied, onder de naam Paltsgraafschap aan de Rijn of Rijnpalts (Pfalz am Rhein). Daaraan bleef nog eeuwenlang de waardigheid van keurvorst verbonden voor perioden van ontstentenis van de keizer. Lange tijd gold in het Duitse keizerrijk de regel dat de paltsgraaf aan de Rijn in geval van ontstentenis van een Duits koning als rijksvoogd fungeerde en in afwachting van de koningsverkiezing het college van de zeven keurvorsten voorzat.

### Bourgondië
Een ander grondgebied in Midden-Francië was het paltsgraafschap of vrijgraafschap Bourgondië. Dit was een graafschap van het oude koninkrijk Bourgondië aan de bovenloop van de rivier de Saône en haar bijrivier de Doubs.

## Oost-Europa
De functie van paltsgraaf uit het Rooms-Duitse Rijk werd ook buiten de grenzen overgenomen: de koninkrijken Polen en Kroatië kenden bij perioden een paltsgraaf. De meest uitgebouwde functie van paltsgraaf was wel in Hongarije, en dit vanaf het middeleeuws koninkrijk Hongarije tot het koninklijk Hongarije onder de Habsburgers en de landen van de Heilige Hongaarse Stefanskroon. Progressief verloor de functie van paltsgraaf of Palatijn van Hongarije haar inhoud en werd zij een eretitel voor edellieden. In de 18e eeuw waren er zelfs perioden zonder Hongaarse paltsgraaf in Hongarije.

## Pauselijke hof
Aan het pauselijke hof was een paltsgraaf een eretitel die onder andere door de ridders in de Orde van de Gulden Spoor werd gedragen. De titel was geheel gezagsloos en genoot alleen enig aanzien aan het Romeinse hof. Zo kreeg bijvoorbeeld Honoré Mercier, eerste minister van Québec, de titel van paltsgraaf der Pauselijke Staten van paus Leo XIII.